# Ковалевский, Александр Юрьевич
Александр Юрьевич Ковалевский (18 мая 1974) — российский и кыргызстанский борец вольного стиля. Участник двух Олимпийских игр.

## Спортивная карьера
В начале августа 1996 года представляя Кыргызстан принимал участие на Олимпиаде в Атланте в 1/16 финала проиграл Свену Тиле из Германии, после чего боролся в утешительных поединках, где сначала выиграл Альфредо Фара из Панамы, потом справился с Ибрагимом Меграбаном из Ирана, в четвёртом круге победил Петроса Бурдулиса из Греции, в пятом круге одолел Мераба Валиева из Украины, в  шестом круге на туше потерпел поражение от россиянина Андрей Шумилин, в заключительной схватке за 5 место взял верх на Свеном Тиле. В конце сентября 2000 года на Олимпиаде в Сиднее на групповом раунде провёл две схватки, сначала уступил Алексею Медведеву из Белоруссии, затем победил Чэнь Синцяна из Китая, не выйдя из группы он занял итоговое 8 место. В начале марта 2001 года в Москве, потерпев поражение в финале от Артура Таймазова из Северной Осетии, стал серебряным призёром чемпионата России. В июне 2003 года на чемпионате России в Черкесске в полуфинале победил Давида Мусульбеса из Северной Осетии, а в финале уступил Курамагомеду Курамагомедову из Дагестана, став серебряным призёром. В апреле 2012 года в Нижневартовске он стал победителем чемпионата Уральского федерального округа. 26 мая 2012 года в Санкт-Петербурге на Чемпионате России в схватке за бронзовую медаль проиграл Курамагомеду Курамагомедову, заняв итоговое 5 место.

## Спортивные результаты
- Чемпионат Азии по борьбе 1996 — 4;
- Олимпийские игры 1996 — 5;
- Чемпионат России по вольной борьбе 1997 — ;
- Чемпионат мира по борьбе 1999 — 7;
- Олимпийские игры 2000 — 8;
- Чемпионат России по вольной борьбе 2001 — ;
- Чемпионат России по вольной борьбе 2003 — ;
- Чемпионат России по вольной борьбе 2004 — ;
- Чемпионат России по вольной борьбе 2005 — ;
- Чемпионат России по вольной борьбе 2009 — ;
- Чемпионат России по вольной борьбе 2012 — 5;

## Личная жизнь
Старший брат: Сергей Ковалевский (род. 1970), также борец вольного стиля.